# Turdoides striata
Turdoides striata е вид птица от семейство Leiothrichidae.

## Разпространение
Видът е разпространен в Бангладеш, Бутан, Индия, Непал и Пакистан.